# Minieh
Minieh  (o El Minnie, Al Minnīyah, Al Minniyah, El Minnié) è una città del Libano, di circa 20 000 abitanti, capoluogo del  Distretto di Miniye e Dinniye. Si trova nel nord del LIbano a circa 96 km da Beirut.
A circa 5 km a nord della città si trova il campo profughi palestinese di Nahr al-Bared.